# Ärgre dich, o Seele, nicht
Ärgre dich, o Seele, nicht (BWV 186) ist eine Kirchenkantate von Johann Sebastian Bach. Sie wurde 1723 in Leipzig auf der Grundlage einer Adventskantate BWV 186a aus Bachs Weimarer Zeit für den 7. Sonntag nach Trinitatis geschrieben und am 11. Juli 1723 zum ersten Mal aufgeführt.

## Entstehung und Text

### Weimar
Die Kantate basiert auf einem Kantatentext von Salomon Franck für den dritten Adventssonntag, 1717 veröffentlicht in Evangelische Sonn- und Fest-Tages-Andachten. Die Dichtung enthielt die Sätze 1, 3, 5, 8 und 10 des späteren Werkes und einen anderen Schlusschoral von Ludwig Helmbold. Bach komponierte das Werk, BWV 186a, 1716 in Weimar, wo es am 13. Dezember 1716 aufgeführt wurde.
1. Coro: Ärgre dich, o Seele, nicht (1. von BWV 186)
2. Aria: Bist du, der da kommen soll  (3.)
3. Aria: Messias läßt sich merken (5.)
4. Aria: Die Armen will der Herr umarmen (8.)
5. Aria: Laß Seele, kein Leiden (10.)
6. Chorale: Darum, ob ich schon dulde

Eine Rekonstruktion der Kantate wurde 1963 von Diethard Hellmann veröffentlicht.

### Leipzig
Da in Leipzig im Advent tempus clausum eingehalten wurde und keine Kantaten aufgeführt wurden, konnte Bach das Werk dort nicht im Advent aufführen. Er arbeitete sie zu einer Kantate in zwei Teilen für den 7. Sonntag nach Trinitatis um, ähnlich wie er unmittelbar zuvor Herz und Mund und Tat und Leben für den 2. Juli 1723 erweitert hatte. Er fügte Rezitative hinzu, änderte die Texte der Arien leicht, ersetzte den Schlusschoral durch Vers 11 des Chorals Es ist das Heil uns kommen her (1523) von Paul Speratus und fügte Vers 12 dieses Chorals als Abschluss von Teil 1 der Kantate hinzu.
Die Lesungen für den Sonntag sind Röm 6,19-23  und Mk 8,1-9 , die Speisung der 4000. Die Rezitative erwähnen daher Mangel, Hunger oder schmecket und sehet.

## Besetzung und Aufbau
Die Kantate ist gesetzt für vier Solisten, vierstimmigen Chor, zwei Oboen, Taille (Tenoroboe), Streicher und Basso continuo mit Fagott. Die elf Sätze sind aufgeteilt in zwei Teile, die vor und nach der Predigt musiziert werden.
1. Coro: Ärgre dich, o Seele, nicht
2. Rezitativ (Bass): Die Knechtsgestalt, die Not, der Mangel
3. Aria (Bass): Bist du, der mir helfen soll
4. Rezitativ (Tenor): Ach, daß ein Christ so sehr
5. Aria (Tenor, Oboe und Violinen): Mein Heiland läßt sich merken
6. Chorale Ob sichs anließ, als wollt er nicht
 nach der Predigt:
7. Rezitativ (Tenor): Es ist die Welt die große Wüstenei
8. Aria (Sopran, Violinen): Die Armen will der Herr umarmen
9. Rezitativ (Alt): Nun mag die Welt mit ihrer Lust vergehen
10. Aria (Sopran, Alt, Violinen, Oboen und Taille): Laß, Seele, kein Leiden
11. Choral: Die Hoffnung wart’ der rechten Zeit

## Musik
Der Eingangschor ist in Rondoform, A B A B A. Teil A behandelt die erste Textzeile, Teil B die Zeilen 2 bis 4. Teil A ist eine komplexe Struktur von instrumentaler und vokaler Komposition. Die Instrumente beginnen mit einer achttaktigen Sinfonia, gefolgt von einer kurzen vokalen „Devise“, die das Orchester wiederholt. Erst danach beginnt eine Fuge in den Stimmen, die in Material der Sinfonia eingebettet ist. Die erste Wiederholung von A ist in der Sinfonia gekürzt, die zweite Wiederholung beginnt gleich mit der Fuge. In großem Kontrast ist Teil B a cappella gesetzt und teilweise homophon.
Die Besetzung der vier Arien steigert sich, außerdem beginnen die tiefen Stimmen, während die hohen Stimmen erst in Teil 2 eingesetzt werden. Die erste Arie wird nur vom Continuo begleitet, die beiden folgenden im Triosatz, die letzte Aria ist ein Duett mit Orchester.
In der Tenorarie „ergeht sich die Oboe im Freudenmotiv“.
Die letzte Arie – ein Duett für Sopran und Alt – hat Gigue-Charakter, die Stimmen werden oft parallel geführt, um zu illustrieren: Laß, Seele, kein Leiden von Jesu dich scheiden. Albert Schweitzer schrieb, dieses Duett „atmet dionysische Freude“.
Die vier Rezitative enden sämtlich als Arioso.
Die abschließenden Choräle, Satz 6 und 11, haben die gleiche Musik in Form einer Choralfantasie. Das Orchester spielt ein Concerto, in das die Stimmen eingebettet sind. Der Sopran singt den cantus firmus, während die Unterstimmen in schnelleren Notenwerten, manchmal imitierend, kontrapunktieren.

## Aufnahmen
- Die Bach Kantate Vol. 43, Helmuth Rilling, Gächinger Kantorei, Bach-Collegium Stuttgart, Arleen Augér, Helen Watts, Kurt Equiluz, Philippe Huttenlocher, Hänssler 1977
- J.S. Bach: Das Kantatenwerk - Sacred Cantatas Vol. 10, Nikolaus Harnoncourt, Tölzer Knabenchor, Concentus Musicus Wien, Helmut Wittek (Solist des Tölzer Knabenchors), Paul Esswood, Kurt Equiluz, Robert Holl, Teldec 1989
- J.S. Bach: Complete Cantatas Vol. 6, Ton Koopman, Amsterdam Baroque Orchestra & Choir, Ruth Ziesak, Elisabeth von Magnus, Paul Agnew, Klaus Mertens, Antoine Marchand 1997
- J.S. Bach: Cantatas Vol. 4, John Eliot Gardiner, Monteverdi Choir, English Baroque Soloists, Katharine Fuge, Richard Wyn Roberts, Kobie van Rensburg, Stephan Loges, Soli Deo Gloria 2000